# Знаменский сельсовет (Хакасия)
Знаменский сельсовет — сельское поселение в Боградском районе Хакасии.
Административный центр — село Знаменка.

## История
Статус и границы сельского поселения установлены Законом Республики Хакасия от 7 октября 2004 года № 68 «Об утверждении границ муниципальных образований Боградского района и наделении их соответственно статусом муниципального района, сельского поселения»

## Население
| 2002  | 2010  | 2012  | 2013  | 2014  | 2015  | 2016  |
| ----- | ----- | ----- | ----- | ----- | ----- | ----- |
| 1920  | ↘1765 | ↘1764 | ↘1726 | ↘1698 | ↘1683 | ↘1672 |
| 2017  | 2018  | 2019  | 2020  | 2021  |       |       |
| ↘1646 | ↘1643 | ↘1601 | ↘1586 | ↘1356 |       |       |

## Состав сельского поселения
В состав сельского поселения входят 4 населённых пункта:
| № | Населённый пункт | Тип населённого пункта       | Население |
| - | ---------------- | ---------------------------- | --------- |
| 1 | Знаменка         | село, административный центр | ↘1448     |
| 2 | Климаниховский   | посёлок                      | ↘39       |
| 3 | Усть-Ерба        | село                         | ↘205      |
| 4 | Черёмушка        | деревня                      | ↘73       |

## Местное самоуправление
Администрация
с. Знаменка, Дзержинского, 76
Глава администрации
- Слободян Сергей Дмитриевич